# Subarna Prabha Devi
Subarna Prabha Devi (népalais : सुवर्णप्रभा देवी), née en 1779 et morte en 1806, est la régente du Népal entre 1802 et 1806, pendant la minorité de Girvan Yuddha Bikram Shah.

## Biographie
En 1799, lorsque son époux Rana Bahadur abdique pour devenir sannyâsa en faveur de son fils Girvan, sa première épouse Raj Rajeshwari Devi devient alors régente. Alors que le roi Rana Bahadur Shah, la régente[pas clair] Raj Rajeshwari Devi et son conseiller, Bhimsen Thapa, partent pour Varanasi, elle reste à Katmandou pour servir en tant que régente. Pendant ce temps, Raj Rajeshwari Devi, la première épouse entre à la frontière du Népal le 26 juillet 1801, et profitant de la faible régence de Subarna Prabha, se dirige vers Katmandou en vue de prendre la régence,.
En conséquence, le courtisan préféré de Subarna Prabha, Mul Kaji (ministre en chef) Kirtiman Singh Basnyat, est secrètement assassiné le 28 septembre 1801 par les partisans de Rajeshwari. Le 28 octobre 1801, un traité de commerce et d'alliance est finalement signé entre le Népal et la Compagnie des Indes orientales,. Cela conduit à l'établissement du premier résident britannique, le capitaine William O. Knox, qui est accueilli à contrecœur par les courtisans à Katmandou le 16 avril 1802.

### Régent
Près de huit mois après la création de la résidence, la reine Rajeshwari réussit finalement à assumer la régence le 17 décembre 1802, chassant Subarna Prabha du pouvoir,.
La présence de Rajeshwari à Katmandou suscite également des troubles parmi les courtisans qui s'aligne autour d'elle et de Subarna Prabha. Sentant une hostilité imminente, le résident Knox s'aligne aussi sur Subarna Prabha. Lorsque le résident Knox se retrouve persona non grata et que les objectifs de sa mission sont frustrés, il quitte volontairement Katmandou pour résider à Makwanpur, invoquant une épidémie de choléra,. Cela provoque l'arrestation de Subarna Prabha et des membres de sa faction. Après la réintégration de Rana Bahadur Shah au pouvoir, Subarna Prabha et ses partisans sont libérés et bénéficient d'une grâce générale.
Dans la nuit du 25 avril 1806 vers 22 heures, Sher Bahadur Shah assassine Rana Bahadur Shah,. Profitant du chaos politique, Bhimsen devient le mukhtiyar (1806-1837) et Tripurasundari reçoit le titre de Lalita Tripurasundari et est déclarée régente et reine mère (1806-1832) de Girvan Yuddha Shah, qui a lui-même 9 ans.
Toutes les autres épouses et concubines de Rana Bahadur, ainsi que leurs servantes, sont forcées de commettre sati, à l'exception de Subarna Prabha.